# ケネス・F・スミス
ケネス・F・スミス（Kenneth F. Smith）は、インダストリアル・ライト&マジックで働く視覚効果アーティストである。アカデミー視覚効果賞を2度受賞している。

## 主なフィルモグラフィ
- スター・ウォーズ/帝国の逆襲 Empire Strikes Back (1980)
- レイダース/失われたアーク《聖櫃》 Raiders of the Lost Ark (1981)
- スタートレックII カーンの逆襲 Star Trek II: The Wrath of Khan (1982)
- E.T. E.T. the Extra-Terrestrial (1982)
- スター・ウォーズ/ジェダイの復讐 Return of the Jedi (1983)
- スタートレックIII ミスター・スポックを探せ! Star Trek III: The Search for Spock (1984)
- スターマン/愛・宇宙はるかに Starman (1984)
- ヤング・シャーロック/ピラミッドの謎 Young Sherlock Holmes (1985)
- グーニーズ The Goonies (1985)
- コクーン Cocoon (1985)
- バック・トゥ・ザ・フューチャー Back to the Future (1985)
- インナースペース Innerspace (1987)
- ロジャー・ラビット Who Framed Roger Rabbit (1988)
- インディ・ジョーンズ/最後の聖戦 Indiana Jones and the Last Crusade (1989)
- ゴーストバスターズ2 Ghostbusters II (1989)
- バック・トゥ・ザ・フューチャー PART2 Back to the Future Part II (1989)
- レッド・オクトーバーを追え! The Hunt for Red October (1990)
- バック・トゥ・ザ・フューチャー PART3 Back to the Future Part III (1990)
- スタートレックVI 未知の世界 Star Trek VI: The Undiscovered Country (1991)
- ロケッティア The Rocketeer (1991)
- フック Hook (1991)
- 永遠に美しく… Death Becomes Her (1992)
- スタートレック ファーストコンタクト Star Trek: First Contact (1996)
- タイタニック Titanic (1997)
- ロスト・ワールド/ジュラシック・パーク The Lost World: Jurassic Park (1997)
- ディープ・インパクト Deep Impact (1998)
- スター・ウォーズ エピソード1/ファントム・メナス Star Wars: Episode I – The Phantom Menace (1999)
- ハムナプトラ/失われた砂漠の都 The Mummy (1999)
- ギャラクシー・クエスト Galaxy Quest (1999)
- パーフェクト ストーム The Perfect Storm (2000)
- PLANET OF THE APES/猿の惑星 Planet of the Apes (2001)
- ハリー・ポッターと賢者の石 Harry Potter and the Sorcerer's Stone (2001)
- サイン Signs (2002)
- マイノリティ・リポート Minority Report (2002)
- ハリー・ポッターと秘密の部屋 Harry Potter and the Chamber of Secrets (2002)
- パイレーツ・オブ・カリビアン/呪われた海賊たち Pirates of the Caribbean: The Curse of the Black Pearl (2003)

## 受賞とノミネート
| 賞           | 年   | 部門       | 作品名           | 結果 |
| ------------ | ---- | ---------- | ---------------- | ---- |
| アカデミー賞 | 1982 | 視覚効果賞 | E.T.             | 受賞 |
| アカデミー賞 | 1987 | 視覚効果賞 | インナースペース | 受賞 |